# Вилейский уезд
Виле́йский уе́зд (бел. Вілейскі павет) — административная единица в составе Минского наместничества, Минской и Виленской губерний, существовавшая в 1793—1920 годах. Центр — город Вилейка.

## Герб
Герб Вилейского уезда: щит разделён на две половины: в верхней помещён губернский герб, а в нижней — изображена в горизонтальном направлении река Вилия, на которой видно плывущее судно, нагруженное товарами; над связанными тюками поставлен в вертикальном положении золотой колос ржаного хлеба. Барка и тюки показывают, что на реке Вилии строятся суда, на которых направляются товары, свозимые с разных мест к берегам р. Вилии.

## История
3 мая 1795 года Вилейский уезд вошел в состав Минской губернии Российской империи.
1 июля 1843 года уезд вошел в состав Виленской губернии. В 1920 году уезд отошёл к Польше.

## Население
По данным переписи 1897 года в уезде проживало 208,0 тыс. чел. В том числе белорусы — 86,9 %; евреи — 9,5 %; поляки — 2,5 %. В уездном городе Вилейке проживало 3560 чел., в заштатном городе Радошковичи — 2615 чел.

## Административное деление
В 1890 году в состав уезда входило 26 волостей:
| № п/п | Волость        | Волостное правление       | Число селений | Население |
| ----- | -------------- | ------------------------- | ------------- | --------- |
| 1     | Будславская    | м. Будслав                | 38            | 3940      |
| 2     | Вилейская      | д. Коловичи               | 59            | 6176      |
| 3     | Волколатская   | м. Волколата              | 52            | 6144      |
| 4     | Вязынская      | м. Вязынь                 | 53            | 6603      |
| 5     | Германишская   | с. Яршевичи               | 39            | 2931      |
| 6     | Городокская    | м. Городок                | 55            | 3565      |
| 7     | Долгиновская   | м. Долгиново              | 40            | 5917      |
| 8     | Дониловичская  | м. Дониловичи             | 24            | 3050      |
| 9     | Жосненская     | с. Слобода                | 25            | 4476      |
| 10    | Ижская         | с. Ижа                    | 18            | 3063      |
| 11    | Княгининская   | с. Княгинино              | 58            | 5686      |
| 12    | Крайская       | м. Крайск                 | 54            | 6380      |
| 13    | Красносельская | с. Красное                | 69            | 5681      |
| 14    | Кривичская     | м. Кривичи                | 53            | 4760      |
| 15    | Куренецкая     | м. Куренец                | 39            | 4173      |
| 16    | Лебедевская    | м. Лебедево               | 37            | 4471      |
| 17    | Лучайская      | м. Лучай                  | 32            | 4878      |
| 18    | Маньковичская  | м. Маньковичи             | 73            | 8248      |
| 19    | Молодечненская | м. Молодечно              | 43            | 4855      |
| 20    | Мядельская     | м. Новый Мядель           | 97            | 11109     |
| 21    | Норицкая       | с. Ласица                 | 34            | 3807      |
| 22    | Парафиановская | д. Парафьяново            | 52            | 6442      |
| 23    | Портплишская   | м. Портплишча (Портплище) | 32            | 2886      |
| 24    | Рабуньская     | д. Рабунь                 | 36            | 4168      |
| 25    | Радошковская   | г. Радошковичи            | 67            | 5632      |
| 26    | Хотечицкая     | м. Хотечицы               | 83            | 6353      |

В 1913 году в уезде было 25 волостей, упразднена Германишская волость.

Из отчёта Вилейского уездревкома об организации отделов ревкома и трудностях ведения советской работы:
«Вилейский уезд насчитывает 26 волостей, из них большинство волостей, пострадавшие от царской войны, напр. Зарочская вол. имеет лишь одну деревню более-менее в целости, в которой и поместился волревком, а все остальные деревни состоят исключительно из землянок, которые пришли в ветхость и грозят ежеминутно обвалом».

## Населённые пункты
По переписи 1897 года наиболее крупные населённые пункты уезда:
| - город Вилейка — 3560 чел. - м. Долгиново — 3551 чел. - м. Радошковичи — 2615 чел. - м. Молодечно — 2393 чел. - м. Лебедево — 2275 чел. - м. Дуниловичи — 1810 чел. | - м. Куренец — 1774 чел. - м. Городок — 1603 чел. - м. Илья — 1431 чел. - м. Новый Мядель — 1164 чел. - м. Красное — 1077 чел. |

## Известные уроженцы и жители
- Максим Танк (д. Пильковщина) — народный поэт Белорусской ССР.
- Никодим Силиванович (1834—1919; д. Цинцевичи) — российско-белорусский живописец.
- Эдуард Желиговский (1816—1864) — польский, белорусский и литовский поэт, философ, общественный деятель.